# 제품 키

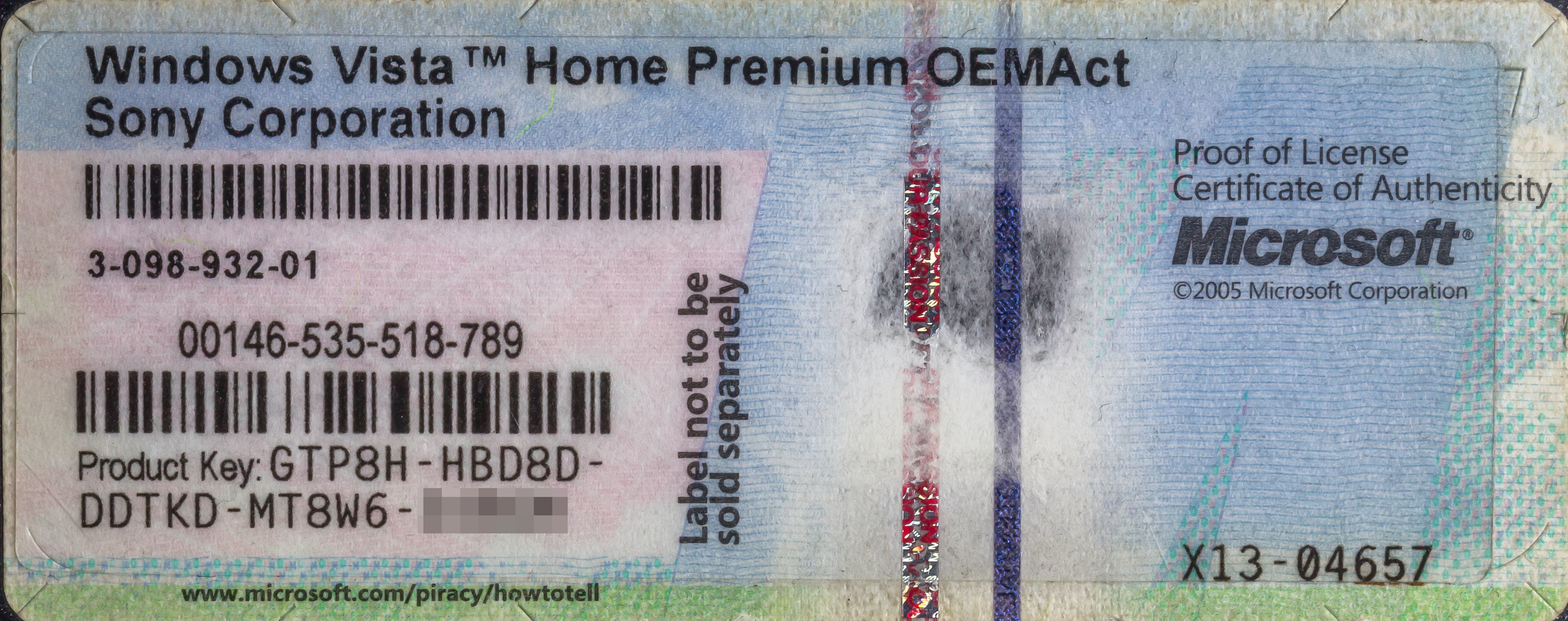
윈도우 비스타 홈 프리미엄의 제품 키.

제품 키(product key), 소프트웨어 키(software key)는 컴퓨터 프로그램을 위한 특정한 소프트웨어 기반 키이다. 프로그램의 사본이 진품임을 인증한다. 활성화는 키를 입력함으로썬 종종 오프라인에서 수행되며, 윈도우 8.1과 강튼 소프트웨어의 경우 동일 키를 사용하는 여러 사용자들을 막기 위하여 온라인 활성화가 필요하다. 모든 소프트웨어가 제품 키가 있는 것은 아닌데, 일부 배급자들은 저작권 보호를 위해 다른 방식을 사용하기도 하며, 자유-오픈 소스 소프트웨어와 같은 일부 사례에서는 저작권 보호는 사용되지 않는다.
컴퓨터 게임들은 제품 키를 사용하여 이 게임이 허가 없이 복사되지 않았음을 확인한다. 이와 비슷하게 2개의 동일한 제품 키를 동시에 사용하여 온라인 게임을 즐기는 것은 허용되지 않는다.

## 비판

### 불편
제품 키는 최종 사용자에게 무언가 불편함을 가져다준다. 프로그램을 설치할 때마다 키를 입력해 주어야 하는 것뿐 아니라 사용자는 이것을 분실하여서는 안 된다. 제품 키의 분실은 일반적으로 소프트웨어가 제거될 때 무용지물로 만들어버리게 됨을 뜻한다.
또, 제품 키는 배포를 위한 새로운 수단이 잘못되도록 만든다. 키가 유효하지 않거나 존재하지 않은 채로 제품이 전달되면 CD 그 자체는 쓸모가 없다. 이를테면, 오스트레일리아에 배급되는 톰 클랜시의 스플린터 셀: 판도라 투머로의 모든 사본에는 CD 키가 없다.

### 키의 복구
키 복구 프로그램은 키를 읽어들여 원래 상태로 복호화하는 프로그램이다. 키가 원래 상태로 복귀되면, 해당 소프트웨어의 재설치에 사용할 수 있다.

## 같이 보기
- 키젠
- 일련번호